# Río Chalhuanca
Der Río Chalhuanca ist ein etwa 122 km langer linker Nebenfluss des Río Pachachaca in Südzentral-Peru. Der Río Chalhuanca durchfließt die Provinz Aymaraes in der Verwaltungsregion Apurímac. Im Oberlauf trägt der Fluss auch die alternativen Bezeichnungen Río Collpa, Río Promesa und Río Cotaruse.

## Flusslauf
Der Río Chalhuanca hat seinen Ursprung in dem 4520 m hoch gelegenen See Laguna Yanaccocha in der Cordillera Huanzo, einem Höhenzug der peruanischen Westkordillere. Auf den ersten Kilometern durchfließt der Río Chalhuanca den See Laguna Pucacocha. Wenig später nimmt er den Abfluss des Sees Laguna Uchacha linksseitig auf. Er fließt in überwiegend nördlicher Richtung durch das Anden-Hochland. Die Orte Pampamarca, Cotaruse und Caraybamba liegen am Mittellauf des Flusses. Der Río Chalhuanca nimmt auf diesem Flussabschnitt die Nebenflüsse Río Hulchuyo, Río Colcachaca und Río Caraybamba rechtsseitig auf. Ab Flusskilometer 80 folgt die Nationalstraße 30A (Puquio–Chalhuanca–Abancay) dem Flusslauf. Bei Flusskilometer 48 liegt die Kleinstadt Chalhuanca am rechten Flussufer. Der Río Chalhuanca trifft schließlich auf einer Höhe von etwa 2275 m auf den Río Pachachaca, der später in den Río Apurímac mündet.

## Einzugsgebiet
Das Einzugsgebiet des Río Chalhuanca umfasst ein Areal von etwa 2420 km². Der Río Chalhuanca entwässert einen Großteil der Provinz Aymaraes. Im Westen grenzt das Einzugsgebiet des Río Chalhuanca an das des Río Chicha, Zufluss des Río Pampas. Weiter östlich verläuft der Oberlauf des Río Pachachaca. Das Gebiet südlich der Cordillera Huanzo, die als Wasserscheide fungiert, wird vom Río Ocoña zum Pazifischen Ozean hin entwässert.